# Красногорский колледж
Красногорский колледж — среднее специальное учебное заведение в Красногорске.

## История формирования
Создан в 1955 году как Красногорский оптико-механический техникум.
В 1992 году преобразован в колледж.
В 2007 году переименован в Красногорский государственный колледж (так же имел название Красногорский оптико-электронный колледж) и реорганизован в результате присоединения к нему Красногорского промышленно-экономического техникума.
С 2015 года переименован в Красногорский колледж.
В 2013 году переименован в Красногорский колледж и реорганизован в результате присоединения к нему ГБОУ НПО № 65 Московской области (Истра), ГБОУ НПО № 46 Московской области (Звенигород), ГБОУ НПО № 113 Московской области (п. Тучково Рузского района), ГБОУ НПО ПЛ «Щёлковский учебный центр» Московской области (Щелково), ГБОУ НПО № 53 Московской области (Волоколамск), ГБОУ НПО № 4 (Красногорск). В результате стал многоуровневым многофункциональным учебным заведением, опыт работы которого широко используется для решения проблем подготовки, переподготовки и повышения квалификации кадров для реального сектора экономики Московской области.
В настоящее время реализует образовательную деятельность на двух площадках (Ильинская и Речная) г. Красногорска, а также имеет свои филиалы в Волоколамском, Звенигородском, Истринском, Тучковском, Шаховском районах Московской области.

## Функционирование
Является экспериментальной педагогической площадкой Российской академии образования. Проводит научно-исследовательскую и экспериментальную работу по внедрению инновационных педагогических технологий, созданию информационной образовательной среды, профильной общеобразовательной подготовке, нормативному финансированию учреждений среднего профессионального образования России, переходу бюджетной сферы на новые условия оплаты труда.

## Достижения
1 сентября 2003 года Колледж посетил Президент Российской Федерации В. В. Путин.
В 2007 и 2008 годах Колледж становился победителем Всероссийского конкурса образовательных учреждений начального и среднего профессионального образования в рамках приоритетного национального проекта «Образование».
В 2008 году возглавил разработку федеральных государственных образовательных стандартов СПО нового поколения по укрупненной группе специальностей «Приборостроение и оптотехника».
Победа в 2010 году во Всероссийском конкурсе программ прикладного бакалавриата позволила начать эксперимент по подготовке бакалавров с высшим образованием по направлению «Приборостроение и оптотехника», остро востребованных современным наукоемким и высокотехнологичным производством.
В 2011 году в рамках выполнения задач Федеральной целевой программы развития образования на 2011—2015 годы стал победителем конкурса по проекту «Модернизация системы начального профессионального и среднего профессионального образования для подготовки специалистов в области наноиндустрии на базе отраслевого межрегионального ресурсного центра».
В 2013—2014 годах выполнил 5 научно-исследовательских работ в рамках программ развития образования Московской области.
Более 10 лет становится лауреатом Всероссийских конкурсов «Лидер СПО России» и «100 лучших ССУЗов России», Всероссийских образовательных выставок «Современная образовательная среда» и «Образовательный форум».

## Современное состояние

### Обучение
Играет значительную роль в наполнении кадрового потенциала Подмосковья, реализуя программы подготовки специалистов среднего звена и программы подготовки квалифицированных рабочих и служащих.
Обучение проводится в дневной и заочной форме. Реализуются программы обучения по следующим специальностям:
1. Программирование в компьютерных системах.
2. Оптические и оптико-электронные приборы и системы.
3. Право и организация социального обеспечения.
4. Экономика и бухгалтерский учёт.
5. Банковское дело.
6. Парикмахер.
7. Автомеханик.
8. Повар, кондитер.
9. Технология машиностроения.
10. Техническое обслуживание и ремонт автотранспорта.
11. Мастер общестроительных работ.
12. Тракторист-машинист сельскохозяйственного производства.
13. Мастер по обработке цифровой информации.
14. Операционная деятельность в логистике.
15. Пожарная безопасность (базовая подготовка).
16. Правоохранительная деятельность (базовая подготовка).

### Непрерывность образования
Является центральным звеном системы непрерывного образования, где на трёх уровнях может быть получено образование от основного и среднего общего в базовом Международном лицее информатики, экономики, права до среднего профессионального в колледже и далее до высшего образования в МИИГАиК, МГТУ им. Н. Э. Баумана, РЭУ им. Г. В. Плеханова, МГУТУ, МГОУ, РАП.

### Международное сотрудничество
Активно развивает международное сотрудничество с учебными заведениями Нидерландов, США, Финляндии и Франции.

### Учебно-материальная база
Позволяет обеспечить высокое качество подготовки специалистов. Функционируют 40 компьютерных классв, в том числе с выходом в Интернет с любого рабочего места (более 400 единиц вычислительной техники, с учётом сменности — на 1 студента приходится 1 компьютер), оснащенные современными электронными учебниками и пакетами прикладных программ, видеофильмами и аудиоматериалами; более 30 лабораторий и кабинетов, в том числе интерактивных методов обучения, видеоконференций, специальной оптической и электронной техники, автоматизации машиностроения, наноматериалов, учебных тренажёров и робототехнических комплексов, лингафонные кабинеты, спортивный комплекс, музей, кинозал. В Колледже создан Деловой центр профессионального обучения, где студенты приобретают навыки в области менеджмента, маркетинга, продвижения товаров оптического приборостроения, умения и навыки делового общения, ведения переговоров с синхронным переводом. Библиотечный фонд насчитывает более 50 тыс. единиц хранения, а также фонд электронной библиотеки. Спортивный комплекс включает спортивный и тренажёрный зал, сауну и зал шейпинга, лыжную базу, летний и зимний стадионы.

### Дирекция
- Директор — С.В. Демин .
- Первый заместитель директора — Т.Н. Ремизова
- Заместитель директора по безопасности — А.В. Свирид
- Заместитель директора по экономике и закупкам — А.Н. Царькова
- Заместитель директора по учебно-производственной работе — Е.М. Кравцова
- Руководитель Центра по инновационному управлению и развитию образовательной деятельности колледжа — В.М. Демин

### Педагогический состав
Насчитывает более 100 преподавателей, включая свыше 20 докторов и кандидатов наук. Около половины преподавателей имеют высшую квалификационную категорию, почетные звания «Заслуженного учителя России» и «Почётного работника среднего профессионального образования».

### Студенты
Общая численность студентов, обучающихся по основным и дополнительным образовательным программам среднего профессионального образования, составляет более 3500 человек. Осваивая ту или иную специальность, одновременно студенты Колледжа могут получить вторую профессию: «оператор ЭВМ», «бухгалтер», «делопроизводитель», «оптик-механик». Отвечая на запросы регионального рынка труда, колледж реализует более 20 дополнительных образовательных программ, широко использует современные технологии дистанционного и электронного обучения, сетевые формы организации образовательного процесса с целью расширения доступности профессионального образования для всех слоев населения. С 2014 года в Колледже созданы условия для обучения лиц с ограниченными физическими возможностями.